# Andrej Bajuk
Andrej Bajuk (Ljubljana, Eslovènia, 18 d'octubre de 1943 - Ljubljana, 16 d'agost de 2011), també conegut com a Andrés Bajuk, va ser un polític i economista eslovè.
El 3 de maig de 2000, Andrej Bajuk assumeix com a Primer Ministre fins al 16 de novembre d'aquest mateix any. Al juliol de 2000 el SDK-SDS (contràriament a la postura política anteriorment reconeguda) va votar a favor d'un moviment parlamentari que promulgaria d'una forma proporcional el sistema electoral. Això va conduir al Primer Ministre Bajuk a deixar el SDK-SDS i a l'agost de 2000, ell i els seus partidaris van fundar un nou partit anomenat Nova Eslovènia (Nova Slovenija). El 15 d'octubre es presenta en les eleccions per perllongar el seu govern però no va obtenir èxit i en acabar el seu mandat cedeix el poder a l'anterior primer ministre Janez Drnovšek.